# Tom Plsek
Thomas J. „Tom“ Plsek (* um 1947; † 12. Februar 2024) war ein US-amerikanischer Jazzmusiker (Posaune, auch Komposition) und Hochschullehrer.

## Leben und Wirken
Plsek erwarb den Bachelor of Arts an der Texas Christian University, anschließend den Master an der University of Houston. In dieser Zeit hatte er Posaunen-Unterrichtet bei Al Lube.
Plsek war lange Jahre Dozent am Berklee College of Music, als Professor für Posaune (1972–2013) und Verantwortlicher für das Blechbläserstudium (1989–2013). Daneben arbeitete er in der Region Boston mit Musikern wie Phil Wilson, Mark Harvey, Joe Morris, Malcolm Goldstein, Phill Niblock, Jerry Hunt, dem Boston Improvisors’ Orchestra, dem Aardvark Jazz Orchestra (American Agonistes, 2008) und der Formation Debris, die sich den Kompositionen Anthony Braxtons widmete.
Außerdem arbeitete Plsek mit der Merce Cunningham Dance Company, der Experimental Intermedia Foundation, New Music America, der Mobius Artists Group und war Mitglied des Improvisationskollektivs Kobold. In der Formation Splatter Trio spielte er in den frühen 1990er-Jahren mit Musikern wie Dave Barrett, Gino Robair, Myles Boisen, Curt Newton und Gregg Bendian. Im Bereich des Jazz war er laut Tom Lord zwischen 1992 und 2009 an zehn Aufnahmesessions beteiligt. Weiterhin wirkte er beim International Trombone Workshop, der New York Brass Conference und der New England Brass Convention. Im Sommer 2004 gab er ein Solokonzert beim Forfest Festival in Kroměříž. 2005 wurde sein Stück „Collateral Damage Noted for 100+ Musikern“ auf dem Bostoner Rathausplatz uraufgeführt und erhielt großen Beifall der Kritiker. Zuletzt trat er als Gastkomponist/Performer bei EnsoArts in Galway 2005, an der Hochschule für Musik in Trossingen 2006 und bei der Acoustical Society of America in Providence, Rhode Island, im Juni 2006 auf. Plsek lebte zuletzt in Woburn, Massachusetts.

## Diskographische Hinweise
- Steve Norton, Tom Plsek, Gino Robair: Firehouse Futurities (Rastascan Records, 1999)
- Joe Morris / John Voigt / Tom Plsek: MVP LSD (Riti, 2008)
- Joe Morris / John Voigt / Tom Plsek: The Graphic Scores of Lowell Skinner Davidson (Riti, 2009)